# 1160 Illyria
1160 Illyria este un asteroid din centura principală, descoperit pe 9 septembrie 1929, de Karl Reinmuth.